# Elżbieta Gelert
Elżbieta Kazimiera Gelert z domu Huss (ur. 22 kwietnia 1955 w Gdańsku) – polska polityk, menedżer, senator VI kadencji, posłanka na Sejm VII, VIII, IX i X kadencji.

## Życiorys
W 1984 ukończyła studia na Wydziale Pielęgniarstwa Akademii Medycznej w Poznaniu, a w 1996 studia podyplomowe z zarządzania Szpitalami w Szkole Zdrowia Publicznego Uniwersytetu Jagiellońskiego. Pracowała w szpitalach we Fromborku i Bartoszycach, w 1998 objęła stanowisko dyrektora Wojewódzkiego Szpitala Zespolonego w Elblągu.
W wyborach parlamentarnych w 1993 bez powodzenia kandydowała do Sejmu z listy Bezpartyjnego Bloku Wspierania Reform (z poparciem Okręgowej Rady Pielęgniarek i Położnych Elbląg), otrzymując 1364 głosy w okręgu elbląskim. Należała później do Stronnictwa Konserwatywno-Ludowego, następnie przystąpiła do Platformy Obywatelskiej. Od 2002 do 2005 była radną rady miasta w Elblągu. W 2005 z ramienia PO została wybrana na senatora VI kadencji w okręgu elbląskim. W wyborach samorządowych w 2006 bez powodzenia kandydowała na stanowisko prezydenta Elbląga, uzyskując jednocześnie ponownie mandat radnej miasta, na skutek czego utraciła mandat senatora. W 2010 ponownie wybrana na radną Elbląga.
W wyborach parlamentarnych w 2011 uzyskała mandat poselski jako kandydatka z listy PO, otrzymując 15 901 głosów w okręgu wyborczym nr 34. W Sejmie VII kadencji zasiadła w Komisji Zdrowia. W 2013 została kandydatką PO na urząd prezydenta Elbląga w przedterminowych wyborach. W pierwszej turze wyborów uzyskała około 7,5 tys. głosów (21,25%), zajmując 2. miejsce spośród 10 kandydatów i przechodząc do drugiej tury wyborów razem z kandydatem PiS Jerzym Wilkiem. W drugiej turze uzyskała około 16,1 tys. głosów (48,26%), przegrywając ze swoim konkurentem.
W 2015 z powodzeniem ubiegała się o poselską reelekcję (dostała 13 540 głosów). W Sejmie VIII kadencji została członkinią Komisji Zdrowia oraz Komisji Regulaminowej, Spraw Poselskich i Immunitetowych. W wyborach w 2019 i 2023 z ramienia Koalicji Obywatelskiej była wybierana na kolejne kadencje Sejmu, otrzymując odpowiednio 11 590 głosów oraz 15 847 głosów. W X kadencji Sejmu została zastępczynią przewodniczącego Komisji Zdrowia.

## Wyniki w wyborach ogólnopolskich
| Wybory | Komitet wyborczy   | Komitet wyborczy                   | Organ             | Okręg            | Wynik           |
| ------ | ------------------ | ---------------------------------- | ----------------- | ---------------- | --------------- |
| 1993   |                    | Bezpartyjny Blok Wspierania Reform | Sejm II kadencji  | nr 10            | 1364 (0,87%)    |
| 2005   |                    | Platforma Obywatelska              | Senat VI kadencji | nr 33            | 47 875 (28,59%) |
| 2011   | Sejm VII kadencji  | Platforma Obywatelska              | nr 34             | 15 901 (8,13%)   |                 |
| 2015   | Sejm VIII kadencji | Platforma Obywatelska              | nr 34             | 13 540 (6,76%)   |                 |
| 2019   |                    | Koalicja Obywatelska               | nr 34             | Sejm IX kadencji | 11 590 (4,62%)  |
| 2023   | Sejm X kadencji    | Koalicja Obywatelska               | nr 34             | 15 847 (5,29%)   |                 |

## Odznaczenia
Odznaczona Srebrnym (2001) i Złotym (2004) Krzyżem Zasługi.